# Konstantyn (Manujłow)
Konstantyn, imię świeckie Konstantin Konstantinowicz Manujłow (ur. 29 czerwca 1968 w Kamyszynie) – rosyjski biskup prawosławny.

## Życiorys
Po ukończeniu szkoły średniej pracował jako ślusarz. Następnie w 1986 r. rozpoczął studia w zakresie łowiectwa w Instytucie Rolniczym w Irkucku. Studia ukończył w 1993 r. Przez kolejne jedenaście lat był prywatnym przedsiębiorcą.
W latach 2007-2010 studiował religioznawstwo na Irkuckim Uniwersytecie Państwowym.
4 listopada 2008 r. w soborze Kazańskiej Ikony Matki Bożej w Irkucku przyjął święcenia diakońskie z rąk arcybiskupa irkuckiego i angarskiego Wadima. Ten sam hierarchia wyświęcił go na kapłana 16 listopada tego samego roku, w soborze Ikony Matki Bożej "Znak" w Irkucku. Został skierowany do służby duszpasterskiej w cerkwi Obrazu Chrystusa Nie Ludzką Ręką Uczynionego w Irkucku, został równocześnie jednym z kapelanów prawosławnego gimnazjum żeńskiego w Irkucku. Od 2009 r. był w tej szkole katechetą. W latach 2010-2013 wykładał teologię chrześcijańską na Irkuckim Uniwersytecie Państwowym. W 2011 r. został proboszczem parafii Zaśnięcia Matki Bożej w Irkucku. W roku następnym podjął naukę w seminarium duchownym w Chabarowsku, które ukończył w 2017 r.
22 marca 2014 r. metropolita irkucki i angarski Wadim postrzygł go na mnicha, zachowując jego dotychczasowe imię. Ceremonia odbyła się w cerkwi Zaśnięcia Matki Bożej w Irkucku, na terenie dawnego monasteru Wniebowstąpienia Pańskiego. 
13 października 2022 r. Święty Synod Rosyjskiego Kościoła Prawosławnego nominował go na biskupa brackiego i ust-ilimskiego. Trzy dni później, w związku z tą nominacją, otrzymał godność archimandryty. 
Jego chirotonia biskupia odbyła się 19 grudnia w cerkwi św. Mikołaja w Tuszynie pod przewodnictwem patriarchy moskiewskiego i całej Rusi Cyryla.